# Biton schelkovnikovi
Biton schelkovnikovi är en spindeldjursart som först beskrevs av J. Birula 1936.  Biton schelkovnikovi ingår i släktet Biton och familjen Daesiidae. Inga underarter finns listade.